# Bulimulus akamatus
Bulimulus akamatus é uma espécie de gastrópode  da família Orthalicidae.
É endémica de Equador.